# سیارک ۴۶۶۹۲
سیارک ۴۶۶۹۲ (به انگلیسی: 46692 Taormina، نامگذاری:1997CW1) چهل و شش هزار و ششصد و نود و دومین سیارک کشف شده‌است که در ۲ فوریه ۱۹۹۷ کشف شد.